# Norodom Vichara
Norodom Vichara (tiếng Khmer: នរោត្តម វេជ្ជរ៉ា; 17 tháng 8 năm 1946 – 28 tháng 7 năm 2013) là công chúa và chính khách Campuchia. Bà là con gái của Quốc vương Norodom Suramarit và là em gái cùng cha khác mẹ của Quốc vương Norodom Sihanouk.  Bà thuộc đảng FUNCINPEC và được bầu làm đại biểu Đô thành Phnôm Pênh tại Quốc hội Campuchia năm 2003. Theo một người thân trong gia đình, Vichara qua đời vào ngày 28 tháng 7 năm 2013, ở tuổi 66, sau một thời gian dài chiến đấu với căn bệnh ung thư phổi.